# Slot Wallerode

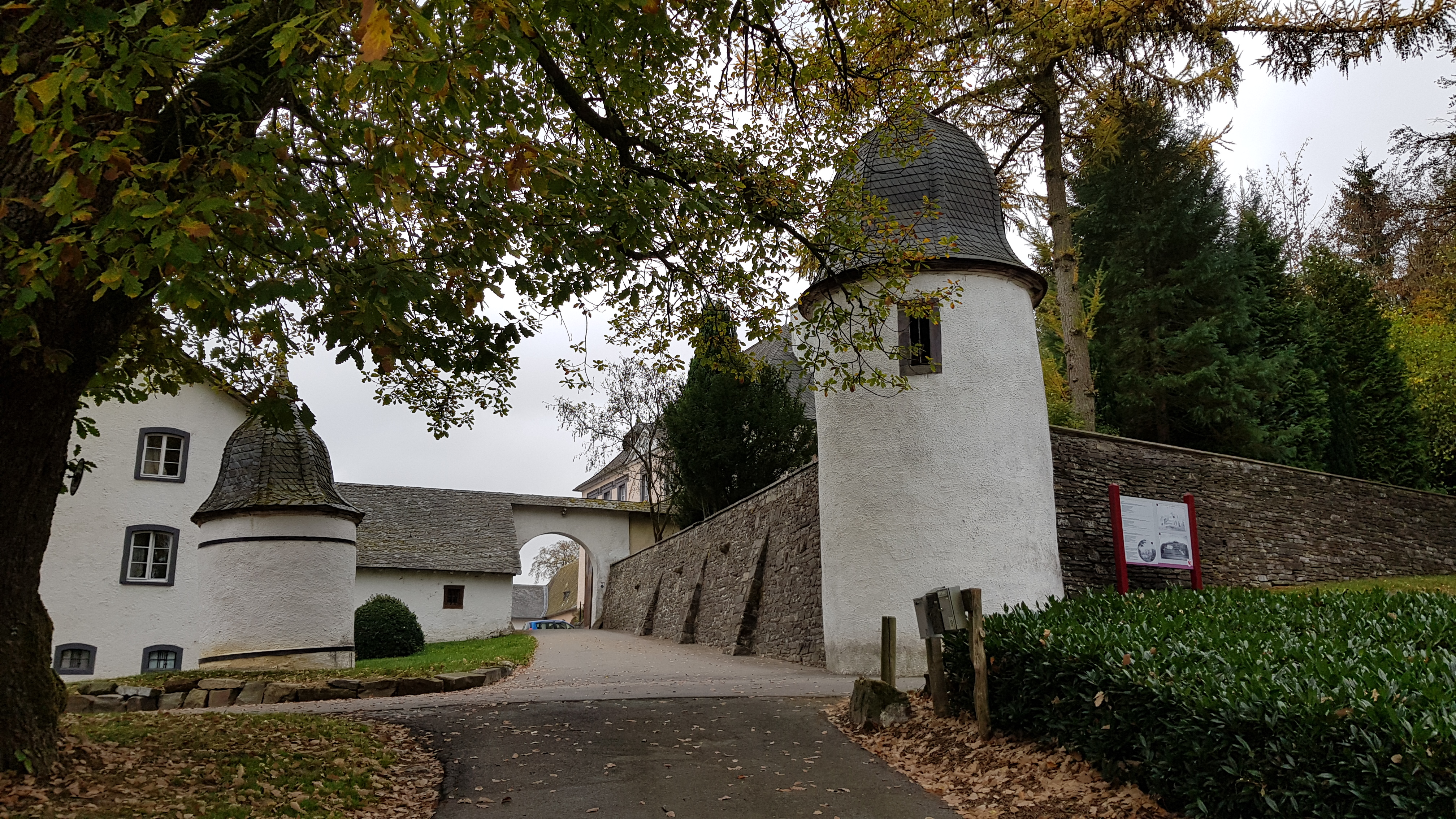
Ingang noordzijde

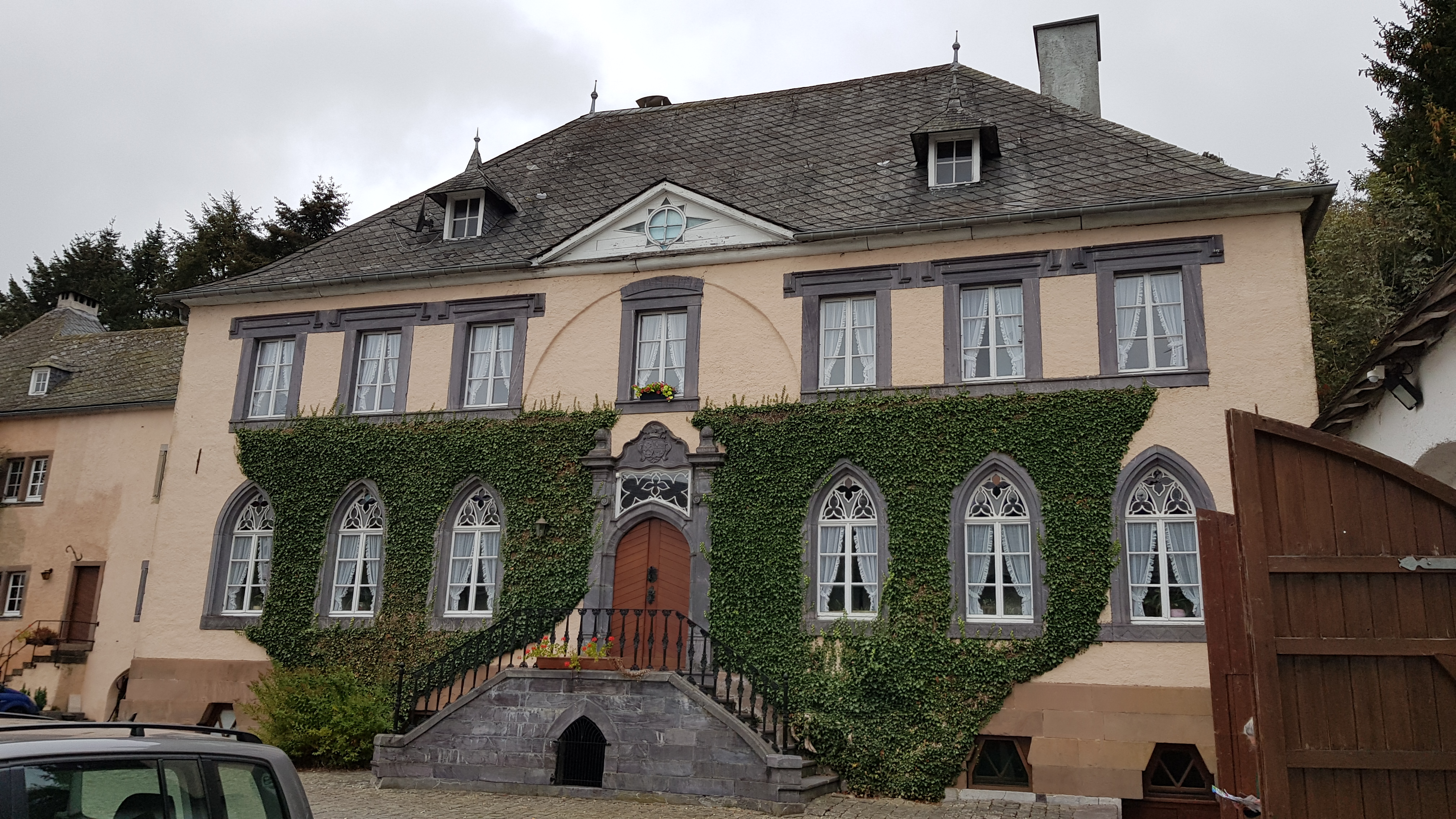
Woonhuis

Slot Wallerode (Schloß Wallerode) is een kasteel in de tot de Luikse gemeente Sankt Vith behorende plaats Wallerode.

## Geschiedenis
Deze kasteelboerderij werd omstreeks 1650 gesticht door Johann Heinrich von Baring. De familie Von Baring werd in 1700 in de adelstand verheven. Mogelijk lag er voor die tijd al een burcht. In 1719 wisselde het slot van eigenaar. Het woonhuis werd midden 18e eeuw sterk veranderd. Sedert 1841 was het slot in bezit van de familie Von Frühbuss en in deze tijd werden er ook verdere wijzigingen aangebracht.

## Gebouw
Het betreft een gebouwencomplex gelegen om een rechthoekige binnenplaats die betreden wordt door een ingang aan de noordzijde, waar twee ronde torentjes staan, voorzien van een achtkantig helmdak. Het laagste torentje bevat een bron. Aan de zuidzijde is de uitgang van het landbouwbedrijf en daar bevindt zich een poortgebouw, geflankeerd door een - eveneens rond - hoektorentje.
Het woonhuis, gelegen op de westvleugel, heeft een fraaie ingangspartij met trap en ingangsdeur van midden 18e eeuw. De spitsbogige vensters op de benedenverdieping zijn 19e-eeuwse veranderingen in neogotische stijl. Het geheel is gebouwd in breuksteen welke gepleisterd is.
Het interieur bevat een schouw van 1736 met het vermoedelijke wapenschild van Baring-Breiderbach.